# Erhard Wunderlich
Erhard Sepp Wunderlich (Augsburg, Alemanya Occidental, 14 de desembre de 1956 - Colònia, Alemanya, 4 d'octubre de 2012), fou un jugador d'handbol alemany, que jugava de central esquerre.

## Clubs
- -1976: FC Augsburg
- 1976-1983: VfL Gummersbach
- 1983-1984: Futbol Club Barcelona
- 1984-1989: TSV Milbertshofen
- 1989-1991: VfL Bad Schwartau

## Selecció nacional
Va ser internacional amb la Selecció d'handbol d'Alemanya. Amb les seleccions d'Alemanya Occidental i de l'Alemanya unificada hi va jugar un total de 140 partits internacionals i va anotar 504 gols.
El 1984 va formar part de la selecció de la República Federal Alemanya que va guanyar la medalla d'argent a les Olimpíades de Los Angeles. Hi va jugar tots sis partits, i hi va marcar vint-i-dos gols.
Amb la selecció d'Alemanya Occidental va debutar el 19 de novembre de 1976 contra la selecció d'handbol de Romania a Braşov.

## Mort
Erhard Wunderlich va morir als 55 anys a causa d'un càncer de pell el 4 d'octubre de 2012. Fou enterrat a la seva ciutat natal d'Augsburg, tal com era el seu desig, el 10 d'octubre de 2012.